# Пешково (Вичугский район)
Пешково — опустевшая деревня в Вичугском районе Ивановской области. Входит в состав Сунженского сельского поселения.

## География
Находится в северо-восточной части Ивановской области на расстоянии приблизительно 11 км на север-северо-восток по прямой от районного центра города Вичуга у железнодорожной линии Иваново-Кинешма.

## История
Населенный пункт появился после постройки в 1871 году железнодорожной линии Иваново — Кинешма Шуйско-Ивановской железной дороги. По крайней мере в 1897 году в данной местности уже были отмечены три железнодорожные будки (154, 155 и 157 верст). Современное название появилось благодаря соседству с деревней Пешково Кинешемского района. В 2002 году статус населенного пункта значился как поселок железнодорожной станции. В дальнейшем, очевидно, станция была закрыта и населенный пункт опустел.

## Население
Постоянное население составляло 14 человек в 2002 году (русские 93 %), 0 в 2010.